# Патрекичево
Патрекичево (до 2014 года Потрекичево) — деревня в Шекснинском районе Вологодской области.
Входит в состав сельского поселения Чуровского, с точки зрения административно-территориального деления — в Чуровский сельсовет.
Расстояние по автодороге до районного центра Шексны — 13 км, до центра муниципального образования Чуровского — 7 км. Ближайшие населённые пункты — Демсино, Норовка, Пахомово.
По данным переписи в 2002 году постоянного населения не было.